# Gymnelus taeniatus
Gymnelus taeniatus és una espècie de peix de la família dels zoàrcids i de l'ordre dels perciformes.

## Morfologia
- Nombre de vèrtebres: 94.[3]

## Hàbitat
És un peix marí i demersal que viu entre 25-40 m de fondària.

## Distribució geogràfica
Es troba a l'Atlàntic nord-oriental: Illa Franz Joseph.

## Observacions
És inofensiu per als humans.